# Shades of Deep Water
Shades of Deep Water ist eine 2006 gegründete Death- und Funeral-Doom-Band.

## Geschichte
Shades of Deep Water wurde 2006 als Soloprojekt von dem Finnen Juho Huuskola alias J.H. gegründet. Huuskola veröffentlichte von 2007 an bis zum Jahr 2009 drei Demos, zwei in Kooperation mit dem portugiesischem Label Bubonic Doom. Nachfolgend kooperierte Huuskolo für Veröffentlichungen des Projektes mit Bubonic Doom und dem deutschen Label Dunkelheit Produktionen, veröffentlichte jedoch auch Musik im Selbstverlag, insbesondere als Musikdownload über Bandcamp. Im Jahr 2022 debütierte Huuskola mit seinem Death-Doom-Nebenprojekt In Depths of Winter.

## Werk und Wirkung
Mit Shades of Deep Water veröffentlichte Huuskolo seit 2006 mehrere Demoaufnahmen, EPs, Kompilationen und Studioalben die dem Funeral Doom zugerechnet werden. Der präsentierte Stil blieb im Genre, variierte jedoch zwischen der Konzentration auf eine als düster beschriebene Atmosphäre und der auf ein melodiöses Gitarrenspiel. Hierbei bemühte er für unterschiedliche Veröffentlichungen variierende Formate. So veröffentlichte Shape of Deep Water Musik in CD-, CD-R-, Vinyl-, Download- und MC-Formaten, derweil die Musik der jeweiligen Veröffentlichung meist ausschließlich in dem entsprechenden physischen Format vorgehalten wurde und Downloads ergänzend von Shades of Deep Water angeboten wurden, bleiben manche Veröffentlichung ausschließlich als Download verfügbar. Die Veröffentlichungen des Projektes trafen auf internationale Beachtung. Insbesondere das im Jahr 2019 über Dunkelheit Produktionen veröffentlichte Death’s Threshold wurde international breit rezipiert.

### Rezeption
Die drei Demos wurden für das Webzine Doom-Metal.com rezensiert. Shades of Deep Water aus dem Jahr 2007 enthalte laut Arnstein Petersen „einige der traurigsten Musikstücke, die je in Finnland produziert wurden“. Das ein Jahr später im Selbstverlag und 2009 über Bobonic erschienene Closure wurde von Klamerin Malamov, der für Doom-Metal.com die meisten der Veröffentlichungen von Shades of Deep Water besprach, rezensiert. Über Closure schrieb er, dass das Demo „nichts Außergewöhnliches“ biete, die Qualität des Projektes jedoch in den „brillanten Kompositionen mit dem sehr subtilen Verlauf“ liege. Das nachkommend 2009 im Selbstverlag erschienene Underworld zeige, so Malamov, erneut „erstaunliche Fähigkeiten im Songwriting und beweist, dass J.H. perfekt strukturierte Songs komponieren kann“, doch das Demo sei hierüber „einfach zu unbeschwert“. Er urteilte, dass Underworld „die glücklichste und am wenigsten doomige Veröffentlichung von Shades Of Deep Water“ sei und ordnete das Album mit 4,5 von zehn möglichen Wertungspunkten als unterdurchschnittlich ein. Die EP Constant Pressure wurde von Manu Buck für Doom-Metal.com als gelungen, jedoch sei der Eindruck durch die „enorm geringe Spieldauer erheblich beeinträchtigt“, für die Dauer der Existenz der Band sei die Veröffentlichung einer EP mit zwei kurzen Stücken, trotz ihrer hohen musikalischen Qualität zu wenig.
Mit Waterways veröffentlichte Huuskolo sodann 2013 das geforderte Album als Musikkassette im Selbstverlag. Die internationale Beachtung des Albums blieb gering. Malamov besprach das Album für Doom-Metal.com. Wie bereits in seiner Kritik zu Underworld bemängelte er die Atmosphäre des Albums. Dies sei „dunkel, doomig und negativ, aber nicht besonders traurig, trostlos oder traurig“, wodurch Waterways seine hinter seinen Möglichkeiten bleibe. Nick Perez besprach das Album für das Webzine Be Alive as the Dead und beschreibt das Projekt als gereift. Ausgehend von den Demo-Veröffentlichungen habe sich die Band verbessert und Shades of Deep Water sei es gelungen, mit Waterways „ein großartiges Album zusammenzustellen“. Die beiden im Jahr 2015 im Selbstverlag veröffentlichten Download-EPs Syvien Sävyjen Universumi und The Desolation wurden 2017 von Dunkelheit Produktionen als MC-Kompilation herausgegeben und für Toilet ov Hell besprochen. Dabei wurde Syvien Sävyjen Universumi als weniger „viel leichter zu verdauen und angenehmer zu hören“ als die als kathartisch empfundene EP The Desolation. Beide EPs seien qualitativ hochwertig, doch sei The Desolation die bessere Veröffentlichung. Die gleiche Kompilation wurde in einer schlechteren Produktionsqualität und mit einer anderen Gestaltung von Huuskolo im Selbstverlag als MC unter dem Titel Shades of Deep Water’s Universe veröffentlicht. Laut Malamov sei die von Dunkelheit Produktionen herausgegebene Variante zu bevorzugen. Zu den EPs schrieb er, dass Syvien Sävyjen Universumi „die dynamischere und vielseitigere“ sei. The Desolation sei hingegen „niedergeschlagener und mürrischer“. Beide EPs, so Malamov, zeugen vom Talent des Musikers und bilden als Kompilation „eine weitere erstklassige Veröffentlichung“.
Im Jahr 2019 veröffentlichte Shades of Deep Water das zweite Studioalbum Death’s Threshold. Dies wurde international besprochen und zumeist positiv aufgenommen. Malamov, der das Albu erneut für Doom-Metal.com besprach, nannte es die beste Veröffentlichung der Band überhaupt und vergab 9 von 10 Punkten. Weitere Rezensionen stimmten dieser Beurteilung zu, so verkörpere Death’s Threshold, einer für Black Salvation verfassten Besprechung nach, eine „bis zur Perfektion getriebenen Monotonie, die durch die kraftvollen Melodien jedoch niemals anstrengend wird, sondern für ein erstaunlich kurzweiliges Erlebnis sorgt“. In Justin „Witty City“ Wittenmeiers Rezension für Metal Temple hieß es gar, dass im Funeral Doom „bis zu diesem Zeitpunkt“ nichts veröffentlicht worden sei, dass „so interessant oder krankhaft emotional“ sei. Megahn rechnete das Album für das Webzine Cvlt Nation zu den sechs besten Veröffentlichungen des Genres im Jahr 2019 und bezeichnete es als eine „interstellare Reise ins Nichts“. Für das Webzine Bruder des Lichts wurde das Album als „magnum opus“ des Projektes bezeichnet. Simon Bower schrieb für Planet Mosh, dass das Album selbst jenen „viel zu bieten“ habe und eine „Probe wert“ sein sollte, die sich nicht für Funeral Doom interessieren. Bedeutend negative Kritiken erfuhr das Album nicht. Weniger überschwängliche Kritiker verwiesen darauf, dass das Genre ein Hindernis seien könne und dieser Musikstil „nicht für alle“ sei. So hieß es in einer für das Silence Magazine verfasste Besprechung, dass man „sich entweder darauf einlassen [könne] und sich von dieser Spielart der Musik tragen lassen, oder man ist direkt abgestoßen und findet keinen Zugang“. Nils Macher schrieb für Powermetal.de, das Album sei „wirklich richtig gut gemacht“ und es mangele ihm „nicht an Qualität, vielleicht aber an der ein oder anderen originellen Zutat“. Für Metal Inside wurde das Album mit zeitnahen Veröffentlichungen ähnlicher Interpreten verglichen. Es sei „[n]icht so gut wie OPHIS oder URZA, aber wirklich ganz stark“. Ähnlich wurde das Album für Grizzly Butts mit Lycus verglichen und dieser Band untergeordnet, da Death’s Threshold nicht auf die gleiche Weise inspirierend und zu fühlen sei. Für Angry Metal Guy wurde insbesondere das Schlagzeugspiel als eintönig und schlecht abgemischt bemängelt. Der Einsatz der Becken lenke „von der Musik selbst ab“, die ansonsten ein „hervorragendes Exempel des Funeral Doom“ sei.

### Stil
Das Webzine Doom-Metal.com beschreibt den von Shades of Deep Water präsentierten Stil als zweigeteilt. Die ersten Veröffentlichungen sowie das Album  Death’s Threshold verkörpern einen „kalten, sterilen und leblosen Funeral Doom“ während die Musik der weiteren Veröffentlichungen „riffbasierter und stark konzentriert auf eingängige Melodien, die die Songs tragen und in verschiedenen Varianten erforscht werden“ sei. Zum Vergleich der ersten Variante wird auf das Debüt von Shape of Despair verwiesen. Huuskola bestätigte den Wandel im Gespräch mit dem Decibel Magazine. Ziel sei es gewesen, die Musik so einfach wie möglich zu halten, einen simplen Takt als Basis zu nehmen und gemächlich weitere Schichten hinzuzufügen. Die Musik sei auf Atmosphäre hin ausgerichtet und betont instrumentell gehalten. Das Tempo der Musik variiert je nach Veröffentlichung. Die mittlere Phase der Band ist mehr an einem dem Death Doom entsprechenden Tempo orientiert derweil die weiteren Veröffentlichungen deutlich langsamer sind. Die Instrumente werden repetitiv und häufig hoch melodiös eingesetzt. Das Gitarrenspiel gilt als dominant und riffbetont. Weitere Instrumente wie vereinzelte Streicher ergänzen den Klang. Der Gesang wird als Growling meist spärlich eingebracht.